# Juliana Castro
Juliana Castro Irizábal (Trinidad, 28 de junio de 1991) es una exfutbolista uruguaya. Durante su trayectoria anotó 307 goles en el Campeonato Uruguayo de Fútbol Femenino visitiendo varias camisetas, convirtiéndose en la máxima goleadora de la historia en la Primera División, además de ser la mayor goleadora de Nacional en la historia con 105 goles.

## Trayectoria
El debut en Primera División de la joven artillera fue en la temporada de 2006, con apenas 14 años, vistiendo la camiseta de Inau, con el que anotó 15 goles. En 2007 defendiendo a River Plate concretó 24 veces. En 2008 se vinculó al Sportivo Artigas de Sauce y luego se incorporó a Rampla Juniors haciendo 14 goles en el Torneo Clausura, 1 en semifinal y 2 en las finales (el último le dio el título de Campeón Uruguayo a su equipo), este título le permitó jugar la primera Libertadores, donde hizo el primer gol para un equipo uruguayo. En 2009 consiguió el récord de mayor cantidad de goles anotados en una misma temporada del Campeonato uruguayo, en total fueron 53 goles en 23 partidos.
Luego de un pasaje por Estados Unidos, jugó en Nacional donde también obtuvo el título de campeona, además de marcar el histórico gol 1.000 de la institución. En 2016 pasó a defender los colores nuevamente de River. En 2016 y 2017 fue goleadora nuevamente del Uruguayo, anotando 30 y 26 goles respectivamente.
En 2018 volvió a Nacional, donde fue goleadora nuevamente con 37 goles. También fue goleadora en la temporada 2019, donde fue subcampeona. Actualmente es la máxima goleadora histórica de Nacional sumando todos los torneos. También es la máxima goleadora de la Primera División Uruguaya, con 296 goles tras el torneo 2020.
En la Selección fue parte del plantel de los Sudamericanos sub-20 de 2006, 2008 (2 goles) y 2010 (2 goles) y del sub-17 2008, en el que convirtió 3 goles. En la mayor fue convocada a la Copa América 2006 con 15 años, debutando a los 87 minutos del partido contra Argentina el 10 de noviembre de 2006. También jugó la Copa América 2010.
Se retiró tras la temporada 2022, para unirse al cuerpo técnico de las selecciones juveniles uruguayas.

## Estadísticas

### Campeonato Uruguayo
| Club               | Div.                    | Temporada               | Liga  | Liga  | Liga      |
| Club               | Div.                    | Temporada               | Part. | Goles | Resultado |
| ------------------ | ----------------------- | ----------------------- | ----- | ----- | --------- |
| Nacional · Uruguay | 1.ª                     | 2012                    | 7     | 6     |           |
| Nacional · Uruguay | 1.ª                     | 2013                    | 2     | 0     | 2º        |
| Nacional · Uruguay | 1.ª                     | 2014                    | 4     | 6     | 2º        |
| Nacional · Uruguay | 1.ª                     | 2015                    | 13    | 25    | 2º        |
| River · Uruguay    | 1.ª                     | 2016                    | 23    | 30    | 4º        |
| River · Uruguay    | 1.ª                     | 2017                    | 21    | 26    |           |
| Nacional · Uruguay | 1.ª                     | 2018                    | 18    | 37    | 3º        |
| Nacional · Uruguay | 1.ª                     | 2019                    | 15    | 20    | 2º        |
| Nacional · Uruguay | 1.ª                     | 2020                    | 10    | 11    | Camp.     |
| Nacional · Uruguay | Total Nacional          | Total Nacional          | 69    | 105   |           |
| Nacional · Uruguay | 1.ª                     | 2021                    | 9     | 7     | Camp.     |
| Nacional · Uruguay | 1.ª                     | 2022                    | 5     | 3     |           |
| Nacional · Uruguay | Total Defensor Sporting | Total Defensor Sporting | 14    | 10    |           |

### Copa Libertadores
| Club                        | Temporada      | Copa Libertadores | Copa Libertadores | Copa Libertadores |
| Club                        | Temporada      | Part.             | Goles             | Resultado         |
| --------------------------- | -------------- | ----------------- | ----------------- | ----------------- |
| Rampla Juniors · Uruguay    | 2009           | 4                 | 2                 | PR                |
| Nacional · Uruguay          | 2012           | 3                 | 1                 | PR                |
| Nacional · Uruguay          | 2013           | 1                 | 0                 | PR                |
| Nacional · Uruguay          | Total Nacional | 4                 | 1                 |                   |
| Defensor Sporting · Uruguay | 2022           | 3                 | 0                 | PR                |

## Vida personal
Su hermano mayor, Gonzalo "Chori" Castro, es también un futbolista profesional que se ha destacado como extremo en Nacional y River Plate de Uruguay así como también en Mallorca, Real Sociedad y Málaga de España. Formó parte de la selección uruguaya.